# صلاح الدين الدباغ
صلاح الدين الدباغ (1936- 2020) هو مفكر ومناضل ومحامي فلسطيني، شارك مع أحمد الشقيري في تأسيس منظمة التحرير الفلسطينية، وكان عضو اللجنة التنفيذية للمنظمة عام 1964 وشغل منصب مدير عام الدائرة السياسية الخارجية وعضو المجلس الوطني الفلسطينى، وشغل منصب رئيس الصندوق القومي الأسبق.
حاز على شهادة الدكتوراة من جامعة القديس يوسف في الحقوق سنة 1961. مارس الدباغ المحاماة بعد أن إنتسب إلى نقابة المحامين في بيروت.
يُشار ان والده هو المؤرخ الكبير مصطفى الدباغ مؤلف موسوعة "بلادنا فلسطين".

## سيرته
ولد الدكتور صلاح الدين مصطفى الدباغ عام 1936 لأسرة يافوية معروفة. تلقى تعليمه الإبتدائي في نابلس ويافا، ثم هُجر مع عائلته إلى بيروت بسبب نكبة عام 1948. حصل على الثانوية من الكلية الثانوية العامة التابعة للجامعة الأميركية، ونال شهادة البكالوريوس في علم الاقتصاد بدرجة ممتاز عام 1956، وشهادة أستاذ في علم الإقتصاد سنة 1959، وحصل على شهادة الحقوق الفرنسية (الليسانس) من الجامعة اللبنانية سنة 1958.
وفي عام 1961 التحق بجامعة تكساس في دالاس وحصل على الماجستير في القانون المقارن بدرجة ممتاز. وخلال دراسته في الجامعة الأمريكية ترأس جمعية العروة الوثقى وانضم إلى حركة القوميين العرب، قدم إستقالته لمنظمة التحرير الفلسطينية بعد إتفاق أوسلو في 13 أيلول 1993. ساهم مع آخرين في تأسيس مؤسسة القدس الدولية وكان عضوا في مجلس الأمناء للمؤسسة. وانتخب رئيسا للمنتدى القومي العربي في لبنان في العام 2016 خلفا للدكتور محمد محمود المجذوب.

## إصداراته
له إرث كبير من الكتب والمقالات والترجمات منها:
- الآثار القانونية المترتبة على الصلح مع إسرائيل، مركز الأبحاث، صدر عام 1971
- دراسة قانونية لأثر اتفاقية القاهرة وقرار مجلس الأمن رقم 242 على اتفاقية الهدنة بين لبنان واسرائيل، مركز الأبحاث، صدر عام 1972.
- كتاب حق الشعب الفلسطيني بأرضه والعودة إليها انطلاقا من شرعة حقوق الإنسان وحقوق الشعب في تقرير مصيرها، مركز الأبحاث، صدر عام 1975.
- ملاحظات سياسية حول قرار ادانة الصهيونية بالعنصرية، مركز الابحاث، صدر عام 1975.
- دمج المصارف في لبنان، اتحاد المصارف العربية، صدر عام 1982.
- السيادة العربية على خليج العقبة ومضيق تيران، مؤسسة الدراسات الفلسطينية، صدر عام 1967.
- الاتحاد السوفيتي وقضية فلسطين، مركز الأبحاث، صدر عام 1968.

له العديد من الترجمات منها
- دراسات في الدولة الاتحادية بقلم روبرت بوي مكارل مريدريك، بيروت، الدار الشرقية للطباعة والنشر 1965.
- الإنماء الاقتصادي في الكويت، بيروت 1967.
- مدخل إلى فلسفة القانون بقلم روسكو باوند، بيروت 1967.
- الدخل والعمالة والنمو الاقتصادي بقلم والاس بيترسون، بيروت 1968.
- القضية الفلسطينية (ندوة القانونيين العرب بالجزائر) مترجم عن الفرنسية، بيروت، مؤسسة الدراسات الفلسطينية 1968.

## وفاته
توفي في 8 يناير 2020 في بيروت عن أربعة وثمانين عامًا قضاها مدافعاً عن قضية وطنه فلسطين، ودفن في مقبرة العائلة في جبَانة الشهداء في بيروت. نعاه رئيس السلطة الوطنية الفلسطينية محمود عباس وقال: "إن فلسطين خسرت برحيل الدباغ مثقفاً كبيراً ومناضلاً عروبياً معروفاً أمضى عمره دفاعاً عن الحق الفلسطيني وعن قضايا أمته العربية". ونعته الجبهة الديمقراطية لتحرير فلسطين وقالت: "حمل الراحل مسؤوليات وطنية عديدة وكان في مقدمة المدافعين عن القضية الوطنية الفلسطينية فضلاً عن كونه قومياً عروبياً وشخصية مستقلة مرموقة".